# Aciagrion heterosticta
Aciagrion heterosticta é uma espécie de libelinha da família Coenagrionidae.
Pode ser encontrada nos seguintes países: República Democrática do Congo, Namíbia, Uganda e Zâmbia.
Os seus habitats naturais são: savanas húmidas, lagos de água doce, lagos intermitentes de água doce, marismas de água doce e marismas intermitentes de água doce.